# Gansu-Maulwurf
Der Gansu-Maulwurf (Scapanulus oweni) ist eine Säugetierart aus der Familie der Maulwürfe (Talpidae). Als einer von bisher zwei bekannten Vertretern der Neuweltmaulwürfe kommt er in Ostasien vor und lebt endemisch im zentralen China. Dort bewohnt er gebirgige Landschaften. Es handelt sich um eine kleine Form der Neuweltmaulwürfe. Äußerlich ähnelt er anderen grabenden Angehörigen der Familie. Sein Körper ist walzenförmig, der Hals kurz und die Vorderbeine sind zu Grabwerkzeugen umgestaltet. Auffallend e Kennzeichen finden sich in dem langen, behaarten Schwanz, der abstehenden großen Zehe der Hinterbeine und der reduzierten Zahnanzahl. Über die Lebensweise der Tiere liegen keine Informationen vor. Insgesamt wurde die Art bisher nur selten gesichtet. Die wissenschaftliche Erstbeschreibung datiert in das Jahr 1912. Fossilfunde reichen bis in das Untere Miozän zurück, sind aber allgemein spärlich. Der Bestand gilt als nicht gefährdet.

## Merkmale

### Habitus
Der Gansu-Maulwurf ist ein kleiner Vertreter der Neuweltmaulwürfe. Seine Kopf-Rumpf-Länge beträgt 8,0 bis 11,6 cm. Die Schwanzlänge liegt bei 3,3 bis 4,9 cm, was etwa 43,8 bis 53,8 % der Länge des restlichen Körpers ausmacht. Das Körpergewicht variiert von 20,5 bis 41,8 g. Er wird dadurch etwa genauso groß wie sein ostasiatischer Verwandter der Medog-Maulwurf (Alpiscaptulus medogensis), aber kleiner als die meisten nordamerikanischen Angehörigen der Neuweltmaulwürfe. Wie die anderen Mitglieder der Gruppe ist auch der Gansu-Maulwurf an eine unterirdisch grabende Lebensweise angepasst. Dadurch weist sein Körper eine walzenförmige Gestalt auf, der Hals ist kurz und die Gliedmaßen sind zu Grabwerkzeugen umgestaltet. Das Fell der Tiere ist einförmig bräunlich gefärbt. Den Schwanz bedeckt ein dichtes Fell, zudem ist er stämmig. Ein besonderes Merkmal, das lediglich beim Gansu-Maulwurf und beim Medog-Maulwurf vorkommt, den übrigen Neuweltmaulwürfen aber fehlt, findet sich in der ersten Zehe des Hinterfußes. Diese steht seitlich markant ab, außerdem ist sie kräftiger als die übrigen Zehen und deutlich stärker gekrümmt als bei anderen Neuweltmaulwürfen. Die Hinterfußlänge schwankt von 1,4 bis 1,9 cm. Gegenüber dem Schwanz ist der Hinterfuß somit nur knapp halb so lang.

### Schädel- und Gebissmerkmale
Die größte Schädellänge beträgt 27,0 bis 28,5 mm, die Breite am Hirnschädel beläuft sich auf 13,0 bis 13,3 mm. Die Jochbögen stehen 9,0 bis 10,5 mm auseinander.  An der Schädelbasis ist das Flügelbein besser entwickelt als bei den Westamerikanischen Maulswürfen (Scapanus). Die Paukenblasen sind unvollständig ausgebildet. Das Gebiss des Gansu-Maulwurfs weist eine reduzierte Zahnanzahl auf. Die Zahnformel lautet: {\displaystyle {\frac {2.1.3.3}{2.1.3.3}}}. Insgesamt kommen also 36 Zähne vor. Der obere vordere Schneidezahn ist wie bei allen Neuweltmaulwürfen stark vergrößert und klingenartig ausgebildet. Außerdem besteht zum nächsten, deutlich kleineren Schneidezahn eine kleine Lücke. Der Eckzahn überragt wiederum den zweiten Schneidezahn und ist ebenfalls größer als der vordere Prämolar. Den größten Vormahlzahn bildet der letzte. Im Unterkiefer wird der erste Schneidezahn ebenfalls größer als der zweite. Die obere Zahnreihe erstreckt sich über 11,7 bis 12,4 mm Länge, die untere über 11,0 bis 11,3 mm.

### Genetische Merkmale
Der diploide Chromosomensatz lautet 2n = 34. Er entspricht dadurch weitgehend dem der meisten anderen Neuweltmaulwürfe. Es kommen 24 metazentrische und submetazentrische sowie 8 subtelozentrische Autosomenpaare vor. Das X-Chromosom ist metazentrisch, das Y-Chromosom klein und fleckenartig. Die fundamentale Anzahl, also die Anzahl der Autosomenarme, beträgt 64.

## Verbreitung und Lebensraum

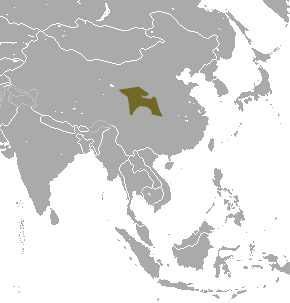
Verbreitungsgebiet des Gansu-Maulwurfs

Der Gansu-Maulwurf ist einer von zwei Vertretern der Neuweltmaulwürfe, die in Ostasien beheimatet sind. Er bewohnt ein Gebiet im zentralen China, das die Provinzen Qinghai, Gansu, Shaanxi und Sichuan, Chongqing und Hebei umfasst. Bisher wurde er nur selten gesichtet. Die meisten Nachweise stammen aus Landschaften mit moosbewachsenem Untergrund in Tannenwäldern. Die Höhenverbreitung reicht von 1500 bis 3000 m. Von seinem nächsten Verwandten dem Medog-Maulwurf (Alpiscaptulus medogensis), der weiter südwestlich lebt, ist das Vorkommen des Gansu-Maulwurfs deutlich getrennt. In seinem Verbreitungsgebiet kommen sympatrisch die Langschwanzmaulwürfe (Scaptonyx) vor, die jedoch markant kleiner sind.

## Lebensweise
Über die Lebensweise des Gansu-Maulwurfs ist so gut wie nichts bekannt. Höchstwahrscheinlich verfolgt er, wie die anderen Neuweltmaulwürfe auch, eine unterirdische Lebensweise.

## Systematik
Der Gansu-Maulwurf ist eine Art aus der Gattung Scapanulus. Er stellt deren einziges rezentes Mitglied dar, wodurch die Gattung als monotypisch eingestuft wird. Art und Gattung stehen wiederum innerhalb der Familie der Maulwürfe (Talpidae). In dieser untergeordnet formen sie zusammen mit einem weiteren Vertreter aus Asien und einigen Arten Nordamerikas die Tribus der Neuweltmaulwürfe (Scalopini). Die Neuweltmaulwürfe repräsentieren, vergleichbar den Eigentlichen Maulwürfen (Talpini), grabende Angehörige der Familie. Beiden Gruppen sind jedoch nicht unmittelbar verwandt, sondern entwickelten ihre Grabeigenschaften unabhängig. Andere Familienmitglieder wiederum leben nur teilweise unterirdisch, bewegen sich oberirdisch fort oder sind an eine semi-aquatische Lebensweise angepasst. Als besondere Kennzeichen der Neuweltmaulwürfe können der im Vergleich zu den Eigentlichen Maulwürfen deutlich längere Schwanz, der stark vergrößerte vordere obere Schneidezahn und der auftretende Zahnwechsel hervorgehoben werden. Wie bei mehreren anderen Gruppen der Maulwürfe auch ist die Handfläche durch ein zusätzliches Sesambein vor dem Daumen, der sogenannte Präpollex („Vordaumen“), verbreitert. Gemäß molekulargenetischen Untersuchungen trennten sich die Neuweltmaulwürfe im Oberen Eozän vor rund 39 bis 35 Millionen Jahren von den anderen Triben der Maulwürfe ab. Es lassen sich innerhalb der Tribus zwei Entwicklungslinien unterscheiden: die Parascalopina und die Scalopina. Als definierendes Merkmal gilt die Ausprägung des Metastylids am unteren zweiten Molar, das den Scalopina fehlt, bei den Parascalopina hingegen vorkommt. Die beiden Linien entwickelten sich wenigstens seit dem Unteren Miozän vor 21,4 Millionen Jahren eigenständig. Der Gansu-Maulwurf wird den Parascalopina zugerechnet. Sein nächster Verwandter ist der gleichfalls ostasiatische Medog-Maulwurf (Alpiscaptulus). Der nordamerikanische Haarschwanzmaulwurf (Parascalops) als Charakterform der Parascalopina gehört in das weitere Beziehungsumfeld. Er spaltete sich von den ostasiatischen Formen im beginnenden Mittleren Miozän vor rund 17,6 Millionen Jahren ab. Die beiden ostasiatischen Stränge diversifizierten sich im weiteren Verlauf vor gut 11,6 Millionen Jahren voneinander.
Es werden keine Unterarten des Gansu-Maulwurfs unterschieden, ebenso wie die Gattung ist somit auch die Art monotypisch. Zusätzlich besteht eine fossile Art:
- Scapanulus lampounensis Mein & Ginsburg, 1997

Eine weitere fossile Art wurde im Jahr 1980 von Stanisław Skoczeń als Scapanulus agrarius anhand einiger Gliedmaßenfunde aus pliozänen Höhlenfundstellen in Polen eingeführt. Eine Neubewertung des Fundmaterials seitens des gleichen Autors dreizehn Jahre später führte zur Umbenennung in Parascalops fossilis, womit das Material nun einer verwandten Form des heutigen Haarschwanzmaulwurfs zugewiesen wird.

## Forschungsgeschichte

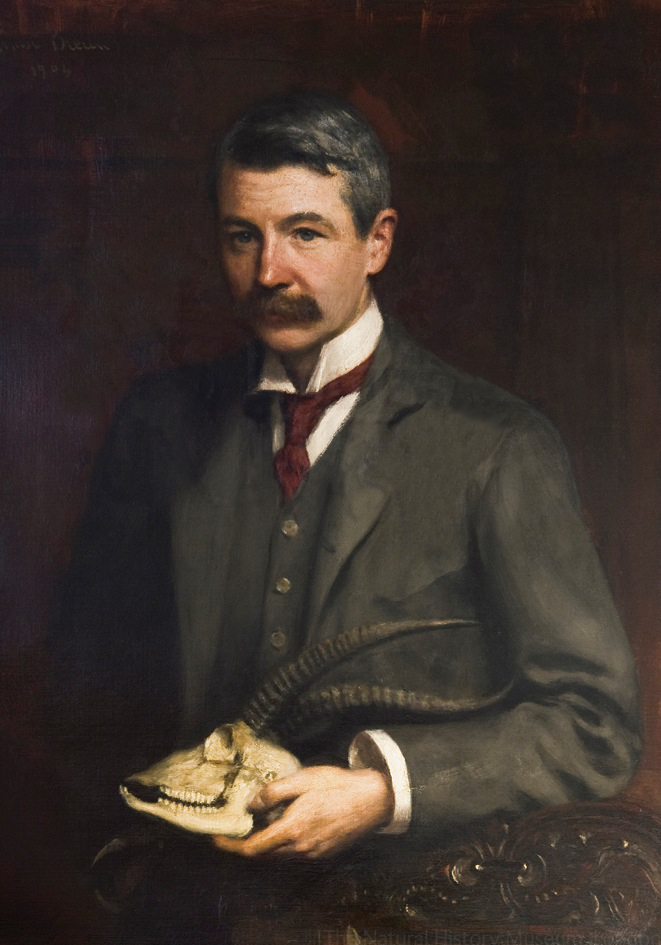
Oldfield Thomas

Die wissenschaftliche Erstbeschreibung des Gansu-Maulwurfs wurde im Jahr 1912 von Oldfield Thomas erstellt. Sie erfolgte damit nur ein Jahr nachdem George Fenwick Owen bei einer Expedition nach Ostasien den Gansu-Maulwurf entdeckt und zwei Individuen zusammen mit anderen Stücken dem Natural History Museum in London übergeben hatte. Der Holotypus umfasst ein ausgewachsenes männliches Tier mit 10,8 cm Körper- und 3,8 cm Schwanzlänge. Als Typusfundstelle gab Thomas ein Gebiet „südöstlich von Tao-chou“ in Gansu mit einer Höhenlagen um 2750 bis 3050 m an. Den Artnamen vergab er zu Ehren des Finders.
Seit seiner Erstentdeckung wurde der Gansu-Maulwurf nur sehr selten gesichtet und folglich auch erwähnt. So verweist A. Brazier Howell im Jahr 1929 bei einer Bestandsaufnahme der Sammlung des United States National Museum auf ein Individuum aus dem Min Shan in Gansu. Glover Morrill Allen wiederum standen im Jahr 1938 bei seiner monographischen Behandlung der Säugetierwelt Chinas und der Mongolei insgesamt vier Exemplare zur Verfügung. Er erwähnt dabei neben dem von Thomas vorgelegten Typusexemplar ein weiteres Tier vom Taibai Shan in Shaanxi und eines aus Sichuan. Bis zum Anfang des 21. Jahrhunderts waren lediglich acht Individuen dokumentiert, die in verschiedenen Museen der Welt aufbewahrt sind. Drei weitere Individuen wurden in den Jahren 2011 und 2012 während einer Felduntersuchung im Lianhuashan-Naturreservat im südlichen Gansu aufgefunden, aus dem gleichen Zeitraum stammen Beobachtungen von zwei Exemplaren bei Ningshan in Shaanxi. Einige Forscher führen die seltenen Sichtungen des Gansu-Maulwurfs eher auf fehlende Arbeiten vor Ort als auf die tatsächliche Seltenheit der Art zurück.

## Stammesgeschichte
Die Neuweltmaulwürfe sind fossil recht zahlreich nachgewiesen, sowohl in der Neuen als auch in der Alten Welt. Für die Gattung Scapanulus ist aber bisher nur spärliches Fundmaterial verfügbar. Der früheste Nachweis stammt momentan mit einem Alter von 18 bis 17 Millionen Jahren aus dem Unteren Miozän und wird der Art Scapanulus lampounensis zugewiesen. Es handelt sich um insgesamt vier einzelne Zähne. Diese kamen an der Fundstelle Li Mae Long in der thailändischen Provinz Lamphun zu Tage. Weitere Belege sind dann erst wieder aus dem Pleistozän bekannt und betreffen die heutige Art. Alle Fundplätze liegen in China, nur einer davon befindet sich innerhalb des modernen Verbreitungsgebietes des Gansu-Maulwurfs. Etwas fraglich ist ein Unterkiefer aus Höhle Renzidong am Hang des Laili-Hügels bei Fanchang in der ostchinesischen Provinz Anhui, da bei diesem altpleistozänen Fundstück die beiden Schneidezähne etwa gleich groß sind, was auf die heutige Form nicht zutrifft. In das Mittelpleistozän datieren mehrere Zahnfunde, Unterkieferreste und Gliedmaßenknochen aus der Shanyangzhai-Höhle bei Qinhuangdao in der nordostchinesischen Provinz Hebei. Das Material stimmt in Form und Größe weitgehend mit dem Gansu-Maulwurf überein. Ein weiterer, nahezu vollständiger Unterkiefer wurde aus der Höhle Longyadong im Luonan-Becken in der zentralchinesischen Provinz Shaanxi berichtet. Auch dieser Fund gehört dem Mittelpleistozän an.

## Bedrohung und Schutz
Der Gansu-Maulwurf wird von der IUCN als „nicht gefährdet“ (least concern) eingestuft. Die Naturschutzorganisation begründet dies mit der weiten Verbreitung und der angenommenen großen Population, bei der sie keine größeren Rückgänge erwartet. Bestandsgefährdungen sind gegenwärtig nicht bekannt. Innerhalb des Vorkommens der Art sind mehrere Schutzgebiete ausgewiesen. Als notwendig erachtet die IUCN Untersuchungen zur Biologie, zur Häufigkeit und zu möglichen Bedrohungen.